# Grbica
Grbica (grbać, ognjivac, lat. Lepidium), veliki biljni rod iz porodice krstašica (Brassicaceae). Rodu pripada preko 200 vrsta jednogodišnjeg raslinja i trajnica. Od nekih vrsta koje rastu u Hrvatskoj, to su: poljska grbica (L. campestre), uskolisna grbica (L. graminifolium), grbica širolistna (L. latifolium), prorasla grbica ili grbica probušena (L. perfoliatum), smrdljiva grbica (L. ruderale), sjetvena grbica ili vrtna grbica (L. sativum) i virginska grbica (L. virginicum)
Nekadašnji rod Coronopus Zinn, hrvatski: odra, uključen je u grbice (Lepidium), među njima je puzava odra (L. coronopus, sin. Coronopus squamatus) i dvostruka odra (L. didymum, sin. Coronopus didymus).

## Vrste
1. Lepidium abrotanifolium Turcz.
2. Lepidium acutidens Howell
3. Lepidium aegrum Heenan & de Lange
4. Lepidium affghanum Boiss.
5. Lepidium affine Ledeb.
6. Lepidium afghanicum (Rech.f. & Köie) Al-Shehbaz & Mumm.
7. Lepidium africanum (Burm.f.) DC.
8. Lepidium alashanicum H.L.Yang
9. Lepidium alluaudii Maire
10. Lepidium altissimum Rech.f.
11. Lepidium alyssoides A.Gray
12. Lepidium amissum de Lange & Heenan
13. Lepidium amplexicaule Willd.
14. Lepidium angolense Jonsell
15. Lepidium angustifolium Rusby
16. Lepidium angustissimum Phil.
17. Lepidium apetalum Willd.
18. Lepidium appelianum Al-Shehbaz
19. Lepidium apterum (Lipsky) Al-Shehbaz & Mumm.
20. Lepidium aranense Sennen
21. Lepidium arequipa Al-Shehbaz
22. Lepidium argentinum Thell.
23. Lepidium armoracium Fisch. & C.A.Mey.
24. Lepidium aschersonii Thell.
25. Lepidium aucheri Boiss.
26. Lepidium auriculatum Regel & Körn.
27. Lepidium austrinum Small
28. Lepidium banksii Kirk
29. Lepidium barnebyanum Reveal
30. Lepidium basuticum Marais
31. Lepidium beamanii Rollins
32. Lepidium beckii Al-Shehbaz
33. Lepidium bidentatum Montin
34. Lepidium bipinnatifidum Desv.
35. Lepidium bipinnatum Thunb.
36. Lepidium biplicatum Hewson
37. Lepidium boelckeanum Prina
38. Lepidium boelckei Al-Shehbaz
39. Lepidium bonariense L.
40. Lepidium botschantsevianum Al-Shehbaz
41. Lepidium botschantzevii (R.M.Vinogr.) Al-Shehbaz & Mumm.
42. Lepidium brachyotum (Kar. & Kir.) Al-Shehbaz
43. Lepidium bupleuroides Rech.f.
44. Lepidium burkartii Boelcke
45. Lepidium buschianum Al-Shehbaz
46. Lepidium campestre (L.) W.T.Aiton
47. Lepidium capense Thunb.
48. Lepidium capitatum Hook.f. & Thomson
49. Lepidium cardamine L.
50. Lepidium cardiophyllum (Pavlov) Al-Shehbaz
51. Lepidium cartilagineum (J.Mayer) Thell.
52. Lepidium castellanum de Lange & Heenan
53. Lepidium catapycnon Hewson
54. Lepidium chalepense L.
55. Lepidium chichicara Desv.
56. Lepidium cordatum Willd. ex Steven
57. Lepidium coronopifolium Fisch.
58. Lepidium coronopus (L.) Al-Shehbaz
59. Lepidium costaricense Thell.
60. Lepidium crassius (C.L.Hitchc.) Al-Shehbaz
61. Lepidium crassum Heenan & de Lange
62. Lepidium crenatum (Greene) Rydb.
63. Lepidium culminicola Mouterde
64. Lepidium cumingianum Fisch. & C.A.Mey.
65. Lepidium cuneiforme C.Y.Wu
66. Lepidium curvinervium (Botsch. & Vved.) Al-Shehbaz & Mumm.
67. Lepidium cyclocarpum Thell.
68. Lepidium davisii Rollins
69. Lepidium densiflorum Schrad.
70. Lepidium depressum Thell.
71. Lepidium desertorum Eckl. & Zeyh.
72. Lepidium desvauxii Thell.
73. Lepidium dictyotum A.Gray
74. Lepidium didymum L.
75. Lepidium draba L.
76. Lepidium drummondii Thell.
77. Lepidium eastwoodiae Wooton
78. Lepidium echinatum Hewson
79. Lepidium ecklonii Schrad. ex Regel
80. Lepidium ecuadorense Thell.
81. Lepidium englerianum (Muschl.) Al-Shehbaz
82. Lepidium fasciculatum Thell.
83. Lepidium ferganense Korsh.
84. Lepidium filicaule C.L.Hitchc.
85. Lepidium filisegmentum C.L.Hitchc.
86. Lepidium flavum Torr.
87. Lepidium flexicaule Kirk
88. Lepidium flexuosum Thunb.
89. Lepidium foliosum Desv.
90. Lepidium fraseri Thell.
91. Lepidium fremontii S.Watson
92. Lepidium galapagoensis Al-Shehbaz
93. Lepidium genistoides Hewson
94. Lepidium gerloffianum Vatke ex Gilg & Muschl.
95. Lepidium ginninderrense Scarlett
96. Lepidium glastifolium Desf.
97. Lepidium gracile (Chodat & Hassl.) Boelcke
98. Lepidium graminifolium L.
99. Lepidium grandifructum C.L.Hitchc.
100. Lepidium heterophyllum Benth.
101. Lepidium hirtum (L.) Sm.
102. Lepidium howei-insulae Thell.
103. Lepidium huberi S.L.Welsh & Goodrich
104. Lepidium hypenantion Hewson
105. Lepidium integrifolium Nutt.
106. Lepidium inyangense Jonsell
107. Lepidium jaredii Brandegee
108. Lepidium jarmolenkoi V.M.Vinogr.
109. Lepidium johnstonii C.L.Hitchc.
110. Lepidium jujuyanum Al-Shehbaz
111. Lepidium juvencum Heenan & de Lange
112. Lepidium karataviense Regel & Schmalh.
113. Lepidium karelinianum Al-Shehbaz
114. Lepidium kawarau Petrie
115. Lepidium keniense Jonsell
116. Lepidium kirkii Petrie
117. Lepidium lacerum C.A.Mey.
118. Lepidium laeteviride (P.Royen) Hewson
119. Lepidium lapazianum Al-Shehbaz & S.Beck
120. Lepidium lasiocarpum Nutt.
121. Lepidium latifolium L.
122. Lepidium latipes Hook.
123. Lepidium lepidioides (Coss. & Durieu) Al-Shehbaz
124. Lepidium leptopetalum F.Muell.
125. Lepidium leventii (V.I.Dorof.) D.A.German
126. Lepidium limenophylax de Lange, Rance & D.A.Norton
127. Lepidium linearilobum Al-Shehbaz
128. Lepidium linifolium (Desv.) Steud.
129. Lepidium lipskyi (N.Busch) Al-Shehbaz & Mumm.
130. Lepidium litwinowii (Lipsky) Al-Shehbaz
131. Lepidium longifolium (Boiss.) Al-Shehbaz
132. Lepidium lyratogynum Hewson
133. Lepidium lyratum L.
134. Lepidium maccowagei Hewson
135. Lepidium macrocarpum (Hedge) D.A.German
136. Lepidium makateanum Sykes
137. Lepidium matau Petrie
138. Lepidium merrallii F.Muell.
139. Lepidium meyenii Walp.
140. Lepidium meyeri Claus
141. Lepidium minor (Botsch. & Vved.) Al-Shehbaz
142. Lepidium minutiflorum (Ridl.) Hewson
143. Lepidium monoplocoides F.Muell.
144. Lepidium montanum Nutt.
145. Lepidium mossii Thell.
146. Lepidium muelleriferdinandii Thell.
147. Lepidium mummenhoffianum Al-Shehbaz
148. Lepidium myrianthum Phil.
149. Lepidium myriocarpum Sond.
150. Lepidium nanum S.Watson
151. Lepidium naufragorum Garn.-Jones & D.A.Norton
152. Lepidium navasii (Pau) Al-Shehbaz
153. Lepidium nesophilum Hewson ex P.S.Green
154. Lepidium niloticum (Delile) Sieber
155. Lepidium nitidum Nutt.
156. Lepidium oblitum Houliston, Heenan & de Lange
157. Lepidium oblongum Small
158. Lepidium obtusatum Kirk
159. Lepidium obtusum Basiner
160. Lepidium oleraceum G.Forst.
161. Lepidium olgae (R.M.Vinogr.) Al-Shehbaz & Mumm.
162. Lepidium oligodontum de Lange & Heenan
163. Lepidium orientale (Schrenk) Al-Shehbaz & Mumm.
164. Lepidium ostleri S.L.Welsh & Goodrich
165. Lepidium oxycarpum Nutt.
166. Lepidium oxytrichum Sprague
167. Lepidium pabotii Al-Shehbaz
168. Lepidium paniculatum (Regel & Schmalh.) Al-Shehbaz
169. Lepidium panniforme de Lange & Heenan
170. Lepidium papilliferum (L.F.Hend.) A.Nelson & J.F.Macbr.
171. Lepidium papillosum F.Muell.
172. Lepidium parodii Thell.
173. Lepidium patrinioides (Regel) Al-Shehbaz & Mumm.
174. Lepidium pavlovii Al-Shehbaz & Mumm.
175. Lepidium paysonii Rollins
176. Lepidium pedicellosum F.Muell.
177. Lepidium peregrinum Thell.
178. Lepidium perfoliatum L.
179. Lepidium persicum Boiss.
180. Lepidium philippianum (Kuntze) Thell.
181. Lepidium phlebopetalum F.Muell.
182. Lepidium pholidogynum F.Muell.
183. Lepidium pinnatifidum Ledeb.
184. Lepidium pinnatisectum (O.E.Schulz) C.L.Hitchc.
185. Lepidium pinnatum Thunb.
186. Lepidium platypetalum Hewson
187. Lepidium pseudodidymum Thell.
188. Lepidium pseudohyssopifolium Hewson
189. Lepidium pseudopapillosum Thell.
190. Lepidium pseudoruderale Thell.
191. Lepidium pseudotasmanicum Thell.
192. Lepidium pterocarpum (Botsch. & Vved.) Al-Shehbaz & Mumm.
193. Lepidium puberulum Bunge
194. Lepidium pubescens Desv.
195. Lepidium quitense Turcz.
196. Lepidium rahmeri Phil.
197. Lepidium ramosissimum A.Nelson
198. Lepidium reichei Phil. ex Reiche
199. Lepidium rekohuense de Lange & Heenan
200. Lepidium rhytidocarpum (Hook.) Al-Shehbaz
201. Lepidium rigidum Pomel
202. Lepidium robustum (Pavlov) Al-Shehbaz
203. Lepidium rotundum DC.
204. Lepidium ruderale L.
205. Lepidium sagittatum (Kar. & Kir.) Al-Shehbaz
206. Lepidium sagittulatum Thell.
207. Lepidium sativum L.
208. Lepidium scandens Hewson
209. Lepidium schaffneri Thell.
210. Lepidium schinzii Thell.
211. Lepidium schlechteri Thell.
212. Lepidium seditiosum de Lange, Heenan & J.R.Rolfe
213. Lepidium serra H.Mann
214. Lepidium serratum (Poir.) Al-Shehbaz
215. Lepidium seydelii Al-Shehbaz
216. Lepidium silaifolium (Hook.f. & Thomson) Al-Shehbaz & Mumm.
217. Lepidium sisymbrioides Hook.f.
218. Lepidium solomonii Al-Shehbaz
219. Lepidium songaricum Schrenk
220. Lepidium sordidum A.Gray
221. Lepidium spathulatum Phil.
222. Lepidium spicatum Desv.
223. Lepidium spinosum Ard.
224. Lepidium steinbachii O.E.Schulz
225. Lepidium stephan-beckii Al-Shehbaz
226. Lepidium strictum (S.Watson) Rattan ex B.L.Rob.
227. Lepidium strongylophyllum F.Muell. ex Benth.
228. Lepidium stuckertianum (Thell.) Boelcke
229. Lepidium subalpinum Kom.
230. Lepidium subcordatum Botsch. & Vved.
231. Lepidium subulatum L.
232. Lepidium suluense Marais
233. Lepidium tandilense Boelcke
234. Lepidium tenuicaule Kirk
235. Lepidium thurberi Wooton
236. Lepidium tianschanicum (Botsch. & Vved.) Al-Shehbaz
237. Lepidium tiehmii (Rollins) Al-Shehbaz
238. Lepidium tofaceum Rech.f.
239. Lepidium tolmaczovii (Junussov) Al-Shehbaz
240. Lepidium transvaalense Marais
241. Lepidium trautvetteri (Botsch.) Al-Shehbaz
242. Lepidium trianae Thell.
243. Lepidium trifurcum Sond.
244. Lepidium uzbekistanicum Al-Shehbaz
245. Lepidium vesicarium L.
246. Lepidium villarsii Gren. & Godr.
247. Lepidium violaceum (Munby) Al-Shehbaz
248. Lepidium virginicum L.
249. Lepidium xylodes Hewson
250. Lepidium zambiense (Jonsell) Al-Shehbaz